# تشللهنتن (حديبو)

تعديل مصدري - تعديل

تشللهنتن إحدى قرى مديرية حديبو التابعة لمحافظة سقطرى، بلغ تعداد سكانها 66 نسمة حسب تعداد اليمن لعام 2004.